# Haliotis dissona
Haliotis dissona là một loài ốc biển, là động vật thân mềm chân bụng sống ở biển thuộc họ Haliotidae, the abalones.